# Phortica nigrifoliiseta
Phortica nigrifoliiseta är en tvåvingeart som först beskrevs av Takada, Momma och Hiroshi Shima 1973.  Phortica nigrifoliiseta ingår i släktet Phortica och familjen daggflugor. Inga underarter finns listade i Catalogue of Life.